# Umlageausfallwagnis
Als Umlageausfallwagnis bezeichnet man nach Deutschem Recht das Wagnis (pauschal planbare Risiko), dass durch Regeln für die Vermietung staatlich geförderter, preisgebundener Sozialwohnungen dem Vermieter – in erster Linie durch Leerstand – ein Ausfall bei der Deckung der Betriebskosten für die betreffenden Wohnungen entstehen kann. Es ist in § 25a der Verordnung über die Ermittlung der zulässigen Miete für preisgebundene Wohnungen (kurz Neubaumietenverordnung 1970 oder NMV 1970) gesetzlich geregelt und definiert als Wagnis der Einnahmenminderung durch

„uneinbringliche Rückstände von Betriebskosten oder nicht umlegbarer Betriebskosten infolge Leerstehens von Raum, der zur Vermietung bestimmt ist, einschließlich der uneinbringlichen Kosten einer Rechtsverfolgung auf Zahlung.“

Das Umlageausfallwagnis darf, sofern die Deckung der entsprechenden Ausfälle nicht anderweitig gesichert ist, 2 % der im Abrechnungszeitraum auf den Wohnraum entfallenden Betriebskosten nicht übersteigen.
Hintergrund sind die Verpflichtungen, die der Vermieter von staatlich gefördert errichteten, preisgebundenen Wohnungen eingeht und die unter anderem einschließen, dass die Miete auf einem bestimmten Niveau zu halten ist (Kostenmiete) und die Wohnung für Bezugsberechtigte vorzuhalten ist. Da er kein Recht hat, die Wohnung bei Leerstand an Nicht-Bezugsberechtigte zu vermieten, können aus diesem Umstand Leerstandskosten entstehen, die nicht auf Wohnungsmieter umgelegt werden können.